# مسئله ثابت کیهانی
مسئله ثابت کیهانی یا فاجعه خلاء یا مسئله ثابت کیهان‌شناسی در کیهان‌شناسی به اختلاف میان مقادیر مشاهده‌شده چگالی انرژی خلأ (مقدار کوچک ثابت کیهان‌شناسی) با مقدار بزرگ نظری انرژی نقطه صفر گفته می‌شود که توسط نظریه میدان‌های کوانتومی پیشنهاد شده‌است.
بر اساس مقدار پیش‌بینی شده توسط یکاهای پلانک، در زمان محاسبه اختلاف میان چگالی انرژی اندازه‌گیری‌شده انرژی تاریک با مقدار پیش‌بینی شده آن به مرتبه ۱۲۰ می‌رسیم. وضعیتی که توسط فیزیکدانان به عنوان «بزرگترین اختلاف بین تئوری و آزمایش در تمامی علوم» و «بدترین پیش‌بینی نظری در تاریخ فیزیک» توصیف می‌شود.

## تاریخچه
اینشتین در ابتدا، جملهٔ ثابت کیهانی را در سال ۱۹۱۷ در معادلات خود وارد کرد تا با اثر گرانشی مقابله کند و جهانی پایدار را به وجود آورد. اما کشف ادوین هابل دربارهٔ انبساط عالم، اینشتین را متقاعد ساخت که حضور این جمله غیر ضروری است. سپس دانشمندان با کشف شتاب‌دار بودن انبساط جهان آن را به عنوان فرضیه‌ای جهت توضیح شتاب انبساطی پذیرفتند و دریافتند که در مکانیک کوانتومی می‌توان این ثابت را به آسانی با اثرات ذراتی که به‌طور خود به خود، در کل فضای تهی ظاهر و ناپدید می‌شوند یکی پنداشت. با توسعه کیهان‌شناسی تورمی در دهه ۱۹۸۰، مسئله بسیار مهمتر شد: از آنجایی که که تورم کیهانی توسط انرژی خلأ نشات می‌گیرد، تفاوت‌ها در مدل‌سازی انرژی خلأ منجر به اختلافات بزرگی در نتایج کیهان‌شناسی می‌شود.